# Liberalismo religioso
Liberalismo religioso es una concepción de la religión (o de una religión particular) que enfatiza la libertad y racionalidad. Es una actitud hacia la propia religión (a diferencia de la crítica de la religión de una posición secular, y en oposición a la crítica de una religión que no sea propia, contrasta con un tradicionalista o enfoque  ortodoxo, y se opone directamente a las tendencias de Fundamentalismo religioso. Está relacionado con la Libertad religiosa, que es la tolerancia de diferentes creencias y prácticas religiosas, pero no todos los promotores de la libertad religiosa están a favor del liberalismo religioso, y viceversa.

## Descripción general
En el contexto del liberalismo religioso, "el liberalismo" transmite el sentido del liberalismo clásico, ya que se desarrolló en la era de la iluminación, que forma el punto de partida de ambos religiosos y  liberalismo político  Pero el liberalismo religioso no necesariamente coincide con todos los significados del  liberalismo  en Filosofía política. Por ejemplo, una investigación intento de mostrar un vínculo entre el liberalismo religioso y el liberalismo político y resultó no concluyente en un estudio de 1973 en Illinois.
El uso del término liberal en el contexto de la filosofía religiosa apareció a partir de mediados del siglo XIX y se estableció por la primera parte del siglo XX; Por ejemplo, en 1936, el profesor de filosofía y discípulos de Cristo el ministro Edward Scribner Ames escribió en su artículo "liberalismo en la religión": 

El término "liberalismo" parece estar desarrollando un uso religioso que le da creciente importancia. Es más marcadamente contrastado con el fundamentalismo, y significa algo mucho más profundo que el modernismo. El fundamentalismo describe una actitud relativamente no crítica. En él, la costumbre, el tradicionalismo y el autoritarismo son dominantes... no hay duda de que la pérdida de la fe tradicional ha dejado a muchas personas confundidas y sin timones, y están descubriendo que no existe una satisfacción adecuada en la mera emoción o en vuelo de sus ideales más finos. Anhelan un sentido y dirección más profundos para su vida. El liberalismo religioso, no como culto, sino como una actitud y un método, se convierte en las realidades vivas en las tareas reales de construir una vida humana individual más significativa y colectiva.

Los tradicionalistas religiosos, que rechazan la idea de que los principios de modernidad deberían tener algún impacto en la tradición religiosa, desafian el concepto de liberalismo religioso.[cita requerida]  Secularistas, que rechazan la idea de que la implementación del pensamiento racionalista deja cualquier espacio para la religión, igualmente disputa al liberalismo religioso.[cita requerida]

## En cristianismo
El "cristianismo liberal" es un término de paraguas para ciertos desarrollos en teología cristiana y la cultura desde la iluminación de finales del siglo XVIII. Se ha convertido en la corriente principal dentro de las principales denominaciones cristianas en el Mundo Occidental, pero se opone a un movimiento de Fundamentalismo cristiano que se desarrolló en respuesta a estas tendencias. También contrasta con formas conservadoras de cristianismo fuera del mundo occidental y fuera del alcance de la filosofía y el modernismo de la iluminación, principalmente dentro de cristianismo oriental.[cita requerida]
La Iglesia católica en particular tiene una larga tradición de controversia con respecto a las cuestiones de liberalismo religioso. El cardenal John Henry Newman (1801-1890), por ejemplo, se consideró moderadamente liberal para los estándares del siglo XIX porque era crítico con la infalibilidad papal, pero se oponía explícitamente al "liberalismo en la religión" porque Argumentó que llevaría al relativismo.
El académico bíblico conservador presbiteriano J. Gresham Machen Criticó lo que denominó "liberalismo naturalista" en su libro de 1923,  cristianismo y liberalismo , en el que tenía la intención de demostrar que "a pesar del uso liberal del liberalismo moderno de fraseología tradicional, no solo es una religión diferente del cristianismo, también pertenece en una clase de religiones totalmente diferente ". El apologista cristiano anglicano C. S. Lewis expresó una visión similar a mediados del siglo XX, argumentando que la "teología del tipo liberal" ascendió a una revención completa del cristianismo y un rechazo del cristianismo tal como entendido por sus propios fundadores.

## En judaísmo
Los reformadores religiosos judíos alemanes comenzaron a incorporar las ideas humanistas en el judaísmo desde principios del siglo XIX. [cita requerida]} Esto resultó en la creación de diversas denominaciones, desde el moderadamente liberal judaísmo conservador hasta el muy liberal Judaísmo reformista. El ala moderada de judaísmo ortodoxo moderno, especialmente la ortodoxia abierta, defiende un enfoque similar.

## en el islam
El liberalismo y el progresismo dentro del Islam involucran a los musulmanes profesados que han creado un considerable cuerpo de pensamiento liberal sobre la comprensión y la práctica islámicas. Su trabajo a veces se caracteriza como "islam progresivo", algunos académicos, como Omid Safi, consideran el Islam progresivo y el islam liberal como dos movimientos distintos.
Las metodologías del reposo liberal o progresivo del Islam sobre la interpretación de las Escrituras islámicas tradicionales (Quran) y otros textos (como los Hadiz), son un proceso llamado ijtihad. Esto puede variar de lo más leve a lo más liberal, donde solo se considera que el significado del Corán es una revelación, con su expresión en palabras observadas como el trabajo del Profeta  Muhammad en su momento y contexto particular.
Los musulmanes liberales se ven a sí mismos como que regresan a los principios del primer ummah intención ética y pluralista del Corán. Se distancian de algunas interpretaciones tradicionales y menos liberales de la ley islámica, que consideran culturalmente basadas y sin aplicabilidad universal. El movimiento de la reforma utiliza Tawhid (monoteísmo) "como un principio organizador para la sociedad humana y la base del conocimiento religioso, la historia, la metafísica, la estética y la ética, así como social, económica el y orden mundial ".
El reformismo islámico se ha descrito como "la primera respuesta ideológica musulmana al desafío cultural occidental" Intentando reconciliar la fe islámica con valores modernos, como el nacionalismo, la Democracia, los Derechos civiles, la racionalidad, la  igualdad, y el  progreso. Presentó una "reexaminación crítica de las concepciones y métodos clásicos de la jurisprudencia" y un nuevo enfoque de la teología islámica y  exégesis quranica.
Fue el primero de varios movimientos islámicos, incluidos el secularismo, el islamismo, y el del  salafismo, que surgió a mediados del siglo XIX en reacción a los rápidos cambios de la época, especialmente el ataque percibido de la cultura occidental y el colonialismo en el mundo musulmán. Los fundadores incluyen Muhammad Abduh, un jeque de la la Universidad de Al-Azhar por un breve período antes de su muerte en 1905, Jamal Ad-Din al-Afgani, y Muhammad Rashid Rida (d. 1935).
Los primeros modernistas islámicos (al-Afghani y Muhammad Abdu) utilizaron el término   SALAFIYYA  Para referirse a su intento de renovación del pensamiento islámico, y este movimiento Salafiyya se conoce a menudo en Occidente como "modernismo islámico", aunque es muy diferente de lo que actualmente se llama el Movimiento de Salafi, que generalmente significa "ideologías como Wahabismo ". Según Malise Ruthven, el modernismo islámico sufrió desde su creación un reformismo original por parte de los gobernantes secularistas y por "el funcionario" Ulama, cuya tarea sea es legitimar las acciones de los "gobernantes" en términos religiosos.
Los ejemplos de movimientos liberales dentro del Islam son musulmanes británicos progresistas, Musulmanes británicos para la democracia secular (formado 2006 ), o Musulmanes para los valores progresivos (formados 2007).[cita requerida]

## En religiones orientales
Las religiones orientales no se vieron afectadas de inmediato por el liberalismo y la filosofía de la iluminación, y han realizado movimientos de reforma en parte solo después del contacto con la filosofía occidental en los siglos XIX o XX. Por lo tanto, surgieron Movimientos de reforma hindú en la India británica en el siglo XIX. Modernismo budista (o "nuevo budismo") surgió en su forma japonesa como una reacción a la Restauración Meiji, y se transformó nuevamente fuera de Japón en el siglo XX, notablemente dando lugar a moderno Zen Budismo.

## Religión liberal en el unitarianismo
El término "La religión liberal" ha sido utilizada por  Cristianos unitarios Para referirse a su propia marca de liberalismo religioso, aunque el término también ha sido utilizado por los no unitarios. La Revista de la Religión Liberal  fue publicada por la Unión Ministerial unitaria, Escuela Teológica de Meadville, y una Asociación Ministerial Universalista de 1939 a 1949, y fue editado por James Luther Adams, un influyente teólogo unitario. Cincuenta años después, se publicó una nueva versión de la revista en un formato en línea de 1999 a 2009.